# Цезар Куніков (корабель)
«Це́зар Ку́ніков» (рос. Цезарь Куников; до 10 травня 1989 року — «БДК-64») — російський десантний корабель проєкту 775 класу «Ропуха». Базувався у Севастополі. Бортовий номер — 158. Брав участь в операції KFOR в Косові (1999), російсько-грузинській війні (2008), здійснював забезпечення сирійської армії (операція «Сирійський експрес», 2015). 14 лютого 2024 року потоплений біля узбережжя Криму.

## Бойове застосування

### ВМФ СРСР
Увійшов до складу 197-ї бригади десантних кораблів 39-ї дивізії морських десантних сил з базуванням у Новоозерному, Донузлав. За одними даними — 10 травня 1989 року, за іншими — 1991 року БДК-64 отримав ім'я на честь Героя Радянського Союзу Цезаря Кунікова.

### Російсько-грузинська війна
У 2008 році корабель брав участь у бойових діях Чорноморського флоту під час війни в Грузії. 10 серпня 2008 року був флагманом групи російських кораблів (БДК «Цезар Куніков», БДК «Саратов», МРК «Міраж» та МПК «Суздалец»), що брали участь у морському бою проти групи грузинських катерів.

### Громадянська війна в Сирії
У жовтні 2015 року «Цезар Куніков» прибув до Сирії з вантажем зброї та боєприпасів для Сирійської арабської армії.

### Російсько-українська війна
Великий десантний корабель проєкту 1171 класу Alligator «Саратов» було знищено вранці 24 березня 2022 року в порту Бердянська, захопленого раніше російськими військовими.
Крім того, внаслідок удару було пошкоджено два російські великі десантні кораблі проєкту 775 (класу Ropucha) «Цезар Куніков» та «Новочеркаськ».
18 квітня 2022 року стало відомо, що від отриманих поранень помер командир «Кунікова» Олександр Чирва.
14 травня 2023 року вийшов із заводу після ремонту та фарбування.
14 лютого 2024 року Головне управління розвідки знищило корабель «Цезар Куніков» за допомогою безпілотних надводних апаратів «Magura».
6 березня 2024 року росіяни показали відео з борту великого десантного корабля «Цезарь Куников» під час атаки українських надводних дронів-камікадзе MAGURA V5.